# Hoffmannia mathewsii
Hoffmannia mathewsii là một loài thực vật có hoa trong họ Thiến thảo. Loài này được Standl. mô tả khoa học đầu tiên năm 1929.